# Un buen hombre
Un buen hombre (en gallec Un bó home) és una pel·lícula de thriller de 2009 dirigida per Juan Martínez Moreno. Es va estrenar en la 12a edició del Festival de Màlaga, l'abril de 2009.
Rodada originalment en castellà, es va estrenar en gallec amb 5 còpies en cinemes comercials. També es va emetre en gallec el 27 de maig de 2016 a través de TVG. Conta amb DVD editat amb pista de so en gallec.

## Argument
Vicente i Fernando són dos amics i metres a la facultat de Dret. Una tarda, de manera casual, Vicente és testimoni de com Fernando mata la seva muller. No el delata a la policia, però tampoc entén ni perdona al seu amic, a causa de la seva religiositat i sentit moral. Tanmateix, els esdeveniments deixaran en evidència la doble moral dels personatges.

## Repartiment
- Tristán Ulloa com Vicente
- Emilio Gutiérrez Caba com Fernando
- Nathalie Poza com Paula
- Miguel de Lira com Tinent
- Alberto Jiménez com Daniel
- Noelia Noto com Marisa
- Jorge Ricoy com Degà

## Guardons i denominacions
Premi del Públic a la Biennal de Cinema Espanyol d'Annecy.